# El Mundo
El Mundo (Spanisch „Die Welt“, langer Name El Mundo del Siglo Veintiuno, „Die Welt des 21. Jahrhunderts“) ist die zweitgrößte spanische Tageszeitung mit Redaktionssitz in Madrid.

## Verbreitung
El Mundo gehört zu der italienischen Verlagsgruppe RCS MediaGroup. Tägliche regionale Ausgaben erscheinen in Madrid, Barcelona, Balearen, Valencia, Alicante, Castellón, Kastilien und León, Baskenland, Andalusien, Sevilla, Málaga und Galicien. Im Jahr 2006 hatte El Mundo eine durchschnittliche täglich verkaufte Auflage von 330.634 Exemplaren und wurde damit nur von El País und der Sportzeitung Marca übertroffen. Die Zeitung ist auch im Internet mit einer Online-Ausgabe kostenlos verfügbar.

## Geschichte
Nach ihrer Gründung 1989 deckte die Zeitung zahlreiche Skandale im Umfeld der Regierung auf, was mit ein Grund für die Niederlage der PSOE unter Felipe González in den Wahlen 1996 war. Die Zeitung bildet ein breites Meinungsspektrum ab: So werden beispielsweise nationalistische Tendenzen der konservativen Partei ebenso kritisch kommentiert wie die Unabhängigkeitsbewegungen einzelner Regionen. Kritiker werfen dem Blatt unseriöse Kampagnen vor, etwa hinsichtlich angeblicher Verschwörungen der Sozialisten im Zusammenhang mit den Madrider Zuganschlägen 2004. Die wiederholte Veröffentlichung von Beiträgen von und Interviews mit prominenten spanischen Geschichtsrevisionisten wie Pio Moa oder César Vidal werden ebenfalls kritisiert. Im September 2009 löste ein Interview mit dem britischen Holocaustleugner David Irving anlässlich des 70. Jahrestags des Ausbruchs des Zweiten Weltkriegs heftige internationale Reaktionen aus. El Mundo war im Jahr 2016 Gründungsmitglied des journalistischen Recherche-Netzwerkes European Investigative Collaboration (EIC).
Im Januar 2014 wurde Pedro J. Ramírez, Herausgeber der Zeitung, von seinem Posten entlassen. Er argumentierte, dass die Berichterstattung über Korruptionsskandale, in die der spanische Premierminister Mariano Rajoy verwickelt war, zu seiner Entlassung führte. Casimiro García-Abadillo diente bis April 2015 als Herausgeber, dann wurde er seinerseits durch David Jiménez ersetzt. Stand 2020 ist Francisco Rosell Herausgeber.
Jedes Jahr vergibt die Zeitung El Mundo drei Auszeichnungen, die sogenannten El Mundo-Titel: Person des Jahres, Feind des Jahres und Stadt des Jahres. Sie heben jeweils die einflussreichste, verwerflichste und herausragendste Persönlichkeit des zu Ende gehenden Jahres hervor.

## Herausgeber
- Pedro J. Ramírez (1989–2014)
- Casimiro García-Abadillo (2014–2015)
- David Jiménez (2015–2016)
- Pedro García Cuartango (2016–2017)
- Francisco Rosell (2017–)

## Andere Zeitungen gleichen Namens
Bis zum 22. Dezember 1967 gab es in Argentinien eine Tageszeitung gleichen Namens. Die 1901 gegründete kubanische El Mundo wurde 1969 eingestellt. In Kolumbien und El Salvador existiert bis heute jeweils eine gleichnamige Tageszeitung.